# Ehrennadel für Mitgliedschaft in der Volkssolidarität
Die Ehrennadel für Mitgliedschaft in der Volkssolidarität war eine nichtstaatliche Auszeichnung  der Volkssolidarität der Deutschen Demokratischen Republik (DDR), welche in drei Stufen, Bronze, Silber und Gold gestiftet wurde. Die Verleihung in Bronze erfolgte nach 10-jähriger, in Silber nach 20-jähriger und in Gold nach 30-jähriger Zugehörigkeit zur Volkssolidarität. 

## Aussehen
Das hochovale bronzene, versilberte oder vergoldete Abzeichen besteht aus einem geschlossenen Lorbeerkranz an dessen unten Ende ein Schriftband mit der Aufschrift: 10 JAHRE, 20 JAHRE oder 30 JAHRE befindet. Mittig des Abzeichens ist das Symbol der Volkssolidarität zu sehen. Die Rückseite des Abzeichens ist glatt und zeigt eine senkrecht verlötete Nadel mit Gegenhaken.